# 白沙洲街道 (长沙市)
星城镇地处湖南省长沙市望城区东南部，为湘江以西乡镇之一，紧邻长沙主城区，处望城区、岳麓区和开福区三区交汇处。地缘上西北部与高塘岭镇接壤，西南部与黄金镇为邻，东南部与岳麓区天顶乡、观沙岭街道、望岳街道接邻，东北部隔湘江与丁字镇、开福区新港镇相望。镇域总面积73平方公里，总人口39,603人（2000年人口普查），辖9个村，2个社区；政府驻中华岭。2012年7月20日，星城镇改为星城街道，同年8月28日又拆分为白沙洲、大泽湖、月亮岛3个街道。

## 历史
今星城镇1951年属白沙乡、大湖乡、谷山乡和金甲乡地域。
- 1958年属谷山人民公社。
- 1961年析置谷山公社、大湖公社，隶属于高塘岭区、
- 1984年谷山公社、大湖公社分别改名谷山乡、大湖乡。
- 1995年6月撤区并乡镇，二乡合并组建星城镇。
- 2002年全镇辖22个村、1社区；2004年村级区划调整后，辖9个村、2个社区。

| 2002年星城镇行政区划（社区和村）                                                              | |
| 2002年，全镇辖22个村、1社区，335个村民小组；共计10119户，总人口38577人，其中农业人口35707人。 | |
| 项目                                                                                          | 单位详列 |
| 22个村                                                                                        | 赤岗村、大湖村、东马村、东塘村、荷塘村、黄田村、回龙村、涧湖村、金甲村、南村村、南西村、七峰村、桑梓村、桃花村、同福村、同兴村、西塘村、湘江村、响堂村、杨丰村、樟木村和中岭村 |
| 1社区                                                                                         | 新月路社区 |

## 现行行政区划
下辖9行政村2社区，分别为月亮岛社区、东马社区，银星村、南塘村、中华岭村、戴公庙村、西塘村、马家河村、腾飞村、黄田村和回龙村。